# Zutendaal
Zutendaal es una localidad y municipio de la provincia de Limburgo en Bélgica. Sus municipios vecinos son Bilzen, Genk, Lanaken y Maasmechelen. Tiene una superficie de 32,1 km² y una población en 2019 de 7.289 habitantes, siendo los habitantes en edad laboral el 66% de la población.

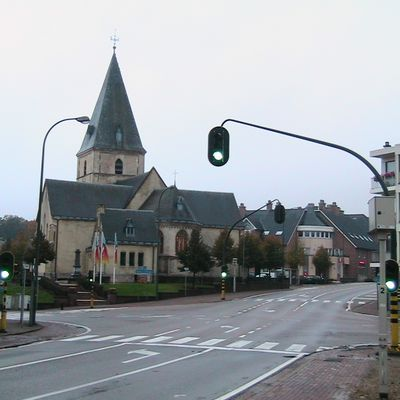
Zutendaal.

Además de la localidad de Zutendaal, el municipio incluye las poblaciones de: Besmer, Broek, Daal, Gewaai, Papendaal, Roelen, Stalken y Wiemesmeer.
El primer registro escrito es de 1292, cuando se llamaba Suerbroeck, y desde 1345 se llama Zuetendael.
Zutendaal hoy en día es una ciudad muy boscosa donde el turismo es una fuente de ingresos. Además, la actividad económica se puede encontrar en algunas canteras de arena y grava.
La iglesia Wiemesmeer, situada en la ciudad, fue construida como una réplica exacta de la abadía de Hocht del municipio vecino de Lanaken.

## Demografía

### Evolución
Todos los datos históricos relativos al actual municipio, el siguiente gráfico refleja su evolución demográfica, incluyendo municipios después de efectuada la fusión el 1 de enero de 1977.
| Gráfica de evolución demográfica de Zutendaal entre 1846 y 2020 |
|                                                                 |

## Ciudades hermanadas
- Nettersheim, en Alemania.